# Eurytoma sphegum
Eurytoma sphegum är en stekelart som först beskrevs av Fabricius 1787.  Eurytoma sphegum ingår i släktet Eurytoma och familjen kragglanssteklar. Inga underarter finns listade i Catalogue of Life.